# Traktorpool
traktorpool ist ein Onlinemarktplatz für fabrikneue und gebrauchte Landmaschinen. Das Angebot ging im November 2000 online.

## Beschreibung
Als Inseratsmodell hat der Onlinemarktplatz derzeit über 66.000 Landmaschinen von ca. 1.800 Händlern im In- und Ausland im Bestand und deckt 90 Prozent der Angebote des Handels ab. So werden mehr als 60 Prozent der Handelsumsätze mit Landmaschinen über traktorpool generiert.
2015 erreichte traktorpool über 2,5 Millionen Seitenbesuche. Damit liegt der Onlinemarktplatz konstant in der Spitzengruppe der Statistik deutscher Fachmedienangebote, die von der Informationsgemeinschaft zur Feststellung der Verbreitung von Werbeträgern geführt wird. Nach einer Untersuchung der agrarmediaservice aus 2013 nutzen 60 Prozent der Landwirte traktorpool für ihre Investitionsgüter.
Der Onlinemarktplatz traktorpool ist ein Angebot des Landwirtschaftsverlags Münster und wurde von den Fachzeitschriften top agrar – Magazin für moderne Landwirtschaft und profi – Magazin für professionelle Agrartechnik initiiert.
Es existieren sechs separate Ländermarktplätze in Deutschland, den Niederlanden und Belgien, Frankreich, Polen, Ungarn sowie dem Vereinigten Königreich, die von unterschiedlichen Kooperationspartnern betrieben werden. Das Angebot ist in 23 Sprachen verfügbar. Auf Smartphones ist traktorpool mittels einer App nutzbar.